# Оук Гроув (Илиноис)
Оук Гроув (енгл. Oak Grove) град је у америчкој савезној држави Илиноис.

## Демографија
По попису из 2010. године број становника је 396, што је 922 (-70,0%) становника мање него 2000. године.
| Група             | 2000.       | 2010.       |
| Белци             | 442 (33,5%) | 369 (93,2%) |
| Афроамериканци    | 761 (57,7%) | 1 (0,3%)    |
| Азијати           | 2 (0,2%)    | 1 (0,3%)    |
| Хиспаноамериканци | 114 (8,6%)  | 18 (4,5%)   |
| Укупно            | 1.318       | 396         |